# Angeronini
Los angeroninos (Angeronini) son una pequeña tribu de lepidópteros geométridos  de la subfamilia Ennominae. Como numerosos géneros de enominos no ha sido asignado a una tribu; esta lista de géneros es preliminar.
Géneros
- Angerona Duponchel, 1829
- Cymatophora Hübner, 1812
- Euchlaena Hübner, 1823
- Lytrosis Hulst, 1896
- Pseudocoremia Butler, 1877
- Xanthotype Warren, 1894